# Флегматизатор
Флегматиза́тор — вещество, жидкое, твёрдое или порошкообразное, применяемое в качестве примеси к взрывчатому веществу (ВВ) для снижения чувствительности к внешним воздействиям (удару, трению, искре, и тому подобному).
Чаще всего в качестве флегматизатора используют нефтепродукты с температурой плавления +50…+80 °С (парафины, стеарин, церезин, петролатум и другие), синтетические полимеры или их смеси. Часто в состав флегматизатора вводят краситель, что придаёт окраску зарядам ВВ.

## Флегматизаторы в боевых (пороховых) зарядах артиллерийских боеприпасов
Флегматизаторы предназначаются для уменьшения разгара и повышения живучести ствола.

Флегматизаторы представляют собой листы бумаги, пропитанные специальным составом. Эти листы свёртываются в трубку и помещаются в гильзу между стенками её и картузом заряда по всей длине.